# Томас (округ, Джорджия)
То́мас (англ. Thomas County) — округ штата Джорджия, США. Население округа на 2000 год составляло 42 737 человек. Административный центр округа — город Томасвилл.

## История
Округ Томас основан в 1825 году.

## География
Округ занимает площадь 1419.3 км2.

## Демография
Согласно Бюро переписи населения США, в округе Томас в 2000 году проживало 42 737 человек.. Плотность населения составляла 30.1 человек на квадратный километр.